# دو کبوتر
دو کبوتر فیلمی به کارگردانی ایرج فاطمی و نویسندگی ایرج فاطمی، نادر خالق پور محصول سال ۱۳۵۲ است.

## بازیگران
- کامی کسروی
- ویکتوریا
- داریوش طلایی
- عدیله اشراق
- رستم خانی
- حسین اشراق
- نصیری
- ناصر
- اکبر هاشمی
- بهزاد ارد
- شهاب
- حبیب اله بلور
- نادر صغیری